# 피라미드 사기
피라미드 사기(pyramid scheme) 또는 다단계 사기(多段階詐欺)는 특별한 이윤 창출의 수단 없이 계속해 신규 회원을 모집하는 방식으로만 이윤을 창출하는 사업 방식이다. 이러한 사업 방식은 현실적으로 지속이 불가능하다. 현재 피라미드 사기는 미국, 영국, 프랑스, 독일, 캐나다, 일본 등 다수 국가에서 법으로 금지되어 있으며 대한민국에서도 방문판매법을 통해 제한적인 형태의 다단계 판매만을 허용하고 그 외는 금지하고 있다.

## 기본 개념
피라미드 사기 수법은 다단계 판매 수법으로 보통 이해하기 쉽고 그럴듯한 사업 수단을 내세우는데 기본이 되는 개념은 단순히 아래와 같다. 우선 갑이란 사람이 최초 가입비를 내고 회원이 되고 갑은 수익을 올리기 위해 새로운 을과 병을 회원으로 가입시킨다. 이때 을과 병 역시 최초에 가입비를 낸다. 이후 갑은 을과 병이 올리는 매출의 일부를 갖게 된다. 을과 병 역시 갑과 같이 재차 신규 회원을 모집하고 수익을 올릴 수 있으며 갑은 여기에 대해서도 일정 부분 수익을 나누게 된다. 즉 갑은 다단계가 확장되면서 기하 급수적으로 많은 소득을 올릴 수 있게 되는 것이다.
이런 과정에서 대부분 실제 이윤을 창출할 수 있는 사업은 잘 이루어지지 않으며 대부분의 돈은 "사람 장사"를 통해서 오고 가게 된다. 또한 실제 수익의 지급 역시 현금 대신 다른 수단으로 지급되는 경우도 많다. 대부분 피라미드 사기의 경우 이 과정에서 신뢰성을 높이기 위해 검증되지 않은 성공 사례 등을 이용해 사람들을 현혹한다.
중요한 것은 피라미드 사기에서 조직의 하부에 있는 사람에게는 사실상 아무런 이득이 없고 모든 부는 조직의 상부로 집중된다는 점이다. 다단계의 최정점에 있는 사람(흔히 "피라미드"의 "파라오"라고 불린다)과 그 주변에 극소수만이 큰돈을 벌 수 있다. 조직의 하부로 내려갈수록 이득은 급속히 줄어들고 가장 큰 피해를 입는 사람들은 새로운 가입자를 모집하지 못한 다단계의 가장 아래에 있는 사람들이 된다.
다단계 판매와 피라미드 사기의 차이점은 물건 판매와 같이 실제 이윤을 창출하는 수단이 있는지 여부이다. 한국의 경우 방문판매법을 통해 이를 구분하고 사행적 확장행위를 금지하고 있다. 그러나 다단계 판매가 "합법"과 "불법"의 경계에 있으며 논란의 여지가 있는 것은 사실이다. 이를 명확히 하기 위하여 2002년 방문판매등에 관한 법률이 개정되면서 다단계판매에 자본금 요건 강화 및 소비자피해보상보험제도가 도입이 되었다. 다단계판매회사를 등록제로 변경하고, 자본금 요건을 5억원 이상으로 규정했을 뿐 만 아니라 직접판매공제조합 등과 같은 소비자피해보상보험에 가입하여 만일에 따른 청약철회 미이행에 대비토록 한 것이다. 다단계에 있어 불법여부를 쉽게 확인하려면 직접판매공제조합에 가입이 되어있는지를 확인하여 등록여부를 확인하는 것이 중요하다.

## 같이 보기
- 폰지 사기
- 조희팔
- 지엔지피